# Sukiyaki Western Django
Sukiyaki Western Django (スキヤキ・ウエスタン ジャンゴ, Sukiyaki Uesutan Jango) és una pel·lícula japonesa western en anglès del 2007 dirigida pel japonès Takashi Miike. El títol de la pel·lícula fa referència al plat japonès sukiyaki així com a la pel·lícula Spaghetti Western de Sergio Corbucci Django. La pel·lícula va ser produïda per Sedic International, Geneon Universal Entertainment, Sony Pictures Entertainment, Dentsu, TV Asahi, Shogakukan, A-Team, Nagoya Broadcasting Network i Tokyu Recreation. També s'inspira en el personatge "Home sense nom" utilitzat de manera diversa en el gènere Spaghetti Western, però sobretot a la Trilogia del dòlar de Sergio Leone (inicialment inspirat en la pel·lícula jidaigeki d'Akira Kurosawa Yojimbo). La pel·lícula compta amb un elenc de conjunt que inclou Hideaki Itō, Kōichi Satō, Yūsuke Iseya, Masanobu Andō, Masato Sakai, Yoji Tanaka, Renji Ishibashi, Sansei Shiomi, Takaaki Ishibashi, Shun Oguri, Quentin Tarantino, Yutaka Matsushige, Yoshino Kimura, Teruyuki Kagawa i Kaori Momoi.

## Argument
Un pistoler solitari viatja a la ciutat de Yuta, que està dirigida pels clans en guerra dels Genji de color blanc i l'Heike de color vermell. Després d'ignorar les peticions d'ambdós clans per unir-se a ells, una dona anomenada Ruriko li dona aixopluc, que té cura del seu net mut Heihachi. La Ruriko li diu al pistoler que fa molts anys, la ciutat va prosperar en la mineria d'or fins que tots dos clans van lluitar per l'or i van expulsar la població. El xèrif alineat amb Heike li diu al pistoler que enmig del caos, un home Heike anomenat Akira es va casar amb una dona Genji anomenada Shizuka i va viure en pau amb el seu fill Heihachi, fins que el líder de Heike, Kiyomori, va matar Akira a sang freda, deixant Heihachi mut del trauma. Buscant protecció per al seu fill, Shizuka es va convertir en una prostituta per als Genji. Des d'aleshores, Heihachi ha cuidat un trio de roses vermelles i blanques, esperant el dia que floreixin.
Més tard, l'home armat guanya un repte del sequaç de Genji Yoichi per tenir Shizuka de nit. Abans de continuar amb ella, el líder de Genji, Yoshitsune, li diu que recorda a la llegendària pistolera Bloody Benten. Més tard, Shizuka adverteix al pistoler que en Yoshitsune envia uns homes per recuperar una nova arma perquè en Yoichi l'utilitzi. Li diu a la Shizuka que porti el seu fill i que marxi de la ciutat demà. L'endemà al matí, després d'un avís de Shizuka, el xèrif informa a Kiyomori dels plans dels Genji. Els Heikes embosquen el vagó, amb Kiyomori adquirint una metralladora Gatling emmagatzemasa dins d'un taüt. Mentrestant, mentre els Genjis corren cap a l'atac dels vagons, la Ruriko, la Shizuka i l'Heihachi fugen de la ciutat quan Shizuka torna corrent per salvar les roses. En Yoichi li dispara mortalment al cor. El pistoler intenta intervenir, però es veu obligat a deixar caure les armes abans de ser torturat pel pinxo Genji. El sevent de Ruriko, Toshio, apareix de sobte i li llança una pistola abans que dispari i mati en Yoichi i els seus secuaçps, revelant-se que és la Bloody Benten. Com a represàlia per l'atac dels vagons, els Genji van destruir la fortalesa dels Heikes.
Mentre el metge natiu Piripero té cura de les ferides del pistoler, en Ruriko fa que en Toshio recuperi algunes armes de l'ancià Piringo, que li revela que ell la va entrenar per ser un pistoler i l'Akira era el seu fill. Ruriko planeja arreglar el compte amb els Genjis d'una vegada per totes atraient-los amb un cofre carregat de pepitas d'or al mig de la ciutat. Els Genji són assassinats pel pistoler i la Ruriko mentre els Heikes supervivents tornen a la ciutat. Ruriko mata els Heikes i Kiyomori, venjant la mort del seu fill, però és abatuda mortalment pel xèrif, que al seu torn és abatut per un Toshio ferit de mort i en Piripero l'empala amb una creu sepulcral. El pistoler desafia a Yoshitsune en un enfrontament final, amb el líder Genji desviant totes les bales del pistoler amb la seva katana. Però quan Yoshitsune intenta fer un tall fatal, l'home armat agafa la fulla del la katana, abans de disparar a Yoshitsune al cap amb un Derringer que havia amagat sota la màniga esquerra.
Després d'enterrar els seus éssers estimats, l'home armat agafa un grapat d'or del cofre del tresor i li diu a Heihachi que la resta és seva. Heihachi mira les roses i pronuncia lentament: "Amor". El pistoler es gira per animar el nen Heihachi amb unes paraules de comiat abans de marxar per la neu. El text final revela que anys més tard, Heihachi viatja a Itàlia i es converteix en el pistoler conegut com "Django".

## Repartiment
- Hideaki Itō com el Pistoler
- Kōichi Satō com a Kiyomori
- Yūsuke Iseya com a Yoshitsune
- Masanobu Andō com a Yoichi
- Takaaki Ishibashi com a Benkei
- Shun Oguri com Akira
- Masato Sakai com a Shigemori
- Yoshino Kimura com a Shizuka
- Teruyuki Kagawa com el xèrif Hoanka
- Kaori Momoi com a Ruriko
- Yutaka Matsushige com a Toshio
- Renji Ishibashi com a Mura
- Yōji Tanaka com a Munemori
- Sansei Shiomi com a Piripero
- Quentin Tarantino com a Piringo
- Ruka Uchida com a Heihachi

## Producció

### Guió
Inspirat per la rivalitat històrica entre els clans Genji i Heike, que va inaugurar l'era del domini dels samurais a la història japonesa, Sukiyaki Western Django està ambientada "uns centenars d'anys després de la Guerra Genpei". El Genji i el Heike s'enfronten a una ciutat anomenada "Yuta" a "Nevata", quan un pistoler sense nom arriba a la ciutat per ajudar una prostituta a venjar-se de les bandes en guerra. La pel·lícula conté nombroses referències tant a la històrica Guerra Genpei com a les Guerres de les Dues Roses, així com a les pel·lícules Yojimbo i Django.

### Càsting
L'escena inicial de la pel·lícula tant a la versió original de la pel·lícula com a la versió reeditada de la pel·lícula inclou un segment curt amb Quentin Tarantino, que apareix als crèdits de l'actor de la pel·lícula, com un pistoler en solitari que mata a diversos proscrits.

### Banda sonora
La banda sonora de la pel·lícula composta per Kōji Endō es va publicar en CD el 5 de setembre de 2007. Conté "Django Wandering" (ジャンゴ〜さすらい〜, Jango ~Sasurai~), un remake japonès de Django' original. ' tema de la veterà cantant d'enka Saburō Kitajima.

## Estrena
La versió original de Sukiyaki Western Django tenia una durada de 121 minuts (2 hores i 1 minut) quan es va estrenar per primera vegada el 5 de setembre de 2007 al Festival Internacional de Cinema de Venècia i es va estrenar el 15 de setembre de 2007 a Japó. Aquesta va ser la versió mostrada als cinemes japonesos i va rebre crítiques diverses de la crítica. Per a l'estrena nord-americana al Festival de Cinema Asiàtic de Nova York l'1 de juliol de 2008, Miike va fer editar la pel·lícula fins a 98 minuts (1 hora i 38 minuts). Aquesta va ser la versió publicada fora del Japó.
L'estrena en DVD de la pel·lícula va incloure un llargmetratge de la pel·lícula que incloïa el director i els personatges principals tal com es va rodar al plató principal de la pel·lícula que van anomenar "Village Utah".

## Recepció
La pel·lícula té una puntuació d'aprovació del 57% a Rotten Tomatoes, basada en 53 ressenyes, amb una valoració mitjana de 5,7/10. El consens crític del lloc web diu: "Inventiva i desenfrenada, la festa més nova del director de J-Horror, Takashi Miike, és súper sensorial, autoreferencial i una mica excessiva". A Metacritic, la pel·lícula té una puntuació mitjana ponderada de 55 sobre 100, basada en 13 crítics, que indica "crítiques mixtes o mitjanes". La pel·lícula va tenir un mal rendiment a la taquilla i no va poder recuperar els seus costos pressupostaris després del seu llançament original perdent més d'un milió de dòlars. També es va projectar com a part de la secció oficial del XL Festival Internacional de Cinema Fantàstic de Catalunya, en el que va guanyar el premi a la millor fotografia i a la millor direcció artística.

### Resposta crítica
Quan Sukiyaki Western Django es va estrenar com a part del programa "Midnight Madness" al Festival Internacional de Cinema de Toronto en la seva versió reeditada, va rebre crítiques diverses. Cam Lindsay de la revista Exclaim! va escriure amb admiració:
| « | "L'acció trepidant està ben posada en escena en un plató que pren manllevats tant de les tradicions occidentals com dels samurais; Miike barreja tant un bon joc d'armes antigues (una metralladora Gatling que es troba a l'icònic taüt de la pel·lícula original) com el joc d'espasa d'arts marcials, que es barreja cohesionament fins a l'última baralla. Potser l'aspecte més destacable del western de Miike és la seva decisió d'utilitzar un repartiment japonès per parlar subtítols en anglès, és una elecció peculiar que al principi sembla una novetat, només per esvair-se en l'entorn de la pel·lícula. Sukiyaki Western Django se sent molt com un autèntic western, i amb ell Miike demostra el seu domini de treballar una pel·lícula de gènere fins que es converteix en una creació pròpia." | » |

## Manga
El 8 de juny de 2007, una adaptació al manga de Kotobuki Shiriagari va començar la serialització al Big Comic Superior de Shogakukan.